# Solstätte
Eine Solstätte, auch Soelgut oder Hofessole genannt, war im Mittelalter und in der frühen Neuzeit eine Hofstelle bzw. ein Siedlungsplatz eines zu einem Hofesverband gehörigen Hofes in einer Stadt oder auf dem Land, mit der bestimmte Rechte und Pflichten verbunden waren. Nach Grimms Deutschem Wörterbuch bezeichnet eine Solstätte ein unteilbares ländliches Gut.
Solche Rechte bestanden beispielsweise darin, den Markenwald zur Hude zu nutzen und Brennholz zu erhalten. Zugezogene und Neubauern hatten keine Rechte am gemeinschaftlichen Eigentum der Solstätteninhaber. Ackerbürgerhöfe in kleineren Städten und Freiheiten waren oft Solstätten, aber es gab auch in anderen Orten Solstätten. Zu den Pflichten gehörte die Verpflichtung zur Leistung der grundherrlichen Abgaben.
Die Solstätte wurde in der Regel mit einem höheren Steuersatz veranschlagt (meist mit dem doppelten) als das Ackerland.
Anstelle des Begriffes Solstätte begegnet uns auch ‚wort‘ oder lateinisch ‚area‘. Für die Nutzung der Hausstätte war eine bestimmte Summe an den Eigentümer des Grund und Bodens, das sogenannte „Wortgeld“ oder auch „Wartpfennige“, zu entrichten. So lässt sich zum Beispiel im 14. Jahrhundert im Herzogtum Westfalen der Erzbischof von Köln häufig als Eigentümer der Hausstätten nachweisen, aber auch lokale Klöster und Stifte. Da der Betrag sich nicht mehr erhöhte, wurde er im Laufe der Zeit praktisch bedeutungslos.